# Ego Engine
Ego Engine est un moteur de jeu vidéo développé par Codemasters. Il s'agit d'une version modifiée du moteur de jeu Neon Engine.

## Historique
Version modifiée et améliorée du Neon Engine, équipant Colin McRae: Dirt, Ego Engine est le fruit de 3 années de développement dans la Codemasters’ Central Technology Unit. Codemasters veut faire passer son moteur de jeu du stade de projet interne au stade de produit performant vendable sur le marché des moteurs de jeu. Pour y parvenir, Codemasters aurait investi plus de 80 millions de dollars. À ce propos, le vice-président de Codemasters explique:

« La désignation officielle Ego Engine permet à notre middleware d'avoir un titre de projet et de devenir une technologie de marque. Le développement du moteur, même à travers ses phases initiales, a été long et a représenté un investissement important pour Codemasters. Tous les studios tiers ne sont pas en mesure de consacrer de telles ressources sur leur projet tout en restant compétitifs. Cependant, chez Codemasters, nous avons investis dans la technologie et l'infrastructure de soutien pour nous assurer que tous les titres soient impressionnants et aient un avantage concurrentiel. »

Depuis son annonce le 6 décembre 2007, Ego Engine intègre la totalité des jeux de Codemasters, qu'ils soient pour PC, PlayStation 3 ou Xbox 360. Il est d'abord utilisé dans des jeux de course, avant d'être employé pour Operation Flashpoint: Dragon Rising, un jeu de simulation de guerre.

## Jeux utilisant le moteur
- Race Driver: GRID (2008)
- Colin McRae: Dirt 2 (2009)
- F1 2009 (2009)
- Operation Flashpoint: Dragon Rising (2009)
- F1 2010 (2010)
- Dirt 3 (2011)[4]
- F1 2011 (2011)
- F1 2012 (2012)
- F1 Race Stars[4] (2012)
- GRID 2 (2013)
- F1 2013 (2013)
- GRID Autosport (2014)
- Toybox Turbos[4] (2014)
- F1 2014 (2014)
- F1 2015 (2015)
- Dirt Rally (2015)
- F1 2016 (2016)
- Dirt 4 (2017)
- F1 2017 (2017)
- F1 2018 (2018)
- Dirt Rally 2.0 (2019)
- F1 2019 (2019)
- GRID (2019)
- F1 2020 (2020)
- F1 2021 (2021)
- F1 22 (2022)
- F1 23 (2023)
- GRID Legends (2023)
- F1 24 (2024)